# Evinòs
Evenós (en francès Évenos) és un municipi francès situat al departament del Var i a la regió de Provença – Alps – Costa Blava.

## Demografia
| 1962                                       | 1968 | 1975 | 1982  | 1990  | 1999  | 2007  |
| ------------------------------------------ | ---- | ---- | ----- | ----- | ----- | ----- |
| 599                                        | 647  | 700  | 1.054 | 1.564 | 1.905 | 2.149 |
| Des de 1962: població sense dobles comptes |      |      |       |       |       |       |

## Administració
| Període   | Identitat          | Partit |
| --------- | ------------------ | ------ |
| 2001-2008 | Raymonde Hugonnier |        |
| 2008-     | Marcel Leguay      |        |